# EBCプライムニュース
『EBCプライムニュース（イービーシープライムニュース）』は、テレビ愛媛で夕方に放送されていた愛媛県向けのローカルワイドニュース番組。

## 番組概要
キー局・フジテレビが『プライムニュース イブニング』をスタートさせることに伴い、2015年3月30日から約3年間続いた『みんなのニュース えひめ』の後継番組として放送開始。
- カラーリング：PRIMEnewsEBC

タイトルロゴはキー局のタイトルに倣う形であり、上の段に「PRIME」、下の段に「news  EBC」と表記。

## キャスター
いずれも、テレビ愛媛のアナウンサー。

### 現在
平日版
- キャスター：正本健太（2019年1月から担当、開始 - 2018年12月25日まではフィールドキャスター）、名護谷希慧
- スポーツ：真鍋果夏
- フィールドキャスター：橋本利恵
- 天気予報：櫻本茉朋

週末版
- キャスター：シフト勤務

### 過去
平日版
- キャスター：堀本直克（開始 - 2018年12月25日、ただし後任キャスターの正本が休暇・取材等で出演できない場合は2019年1月以降、およびEBC Live News改題後も代理キャスターとしての出演あり）

## 放送時間
いずれも日本時間（JST）。
平日版
- 月 - 木曜日 16:50 - 19:00（130分）
- 県内ニュースは18:14 - 18:50に放送。

週末版
- 土・日曜日 17:30 - 18:00（30分）
- 前半は『プライムニュース イブニング』を内包。